# Панчер (велоспорт)
Панчер (англ. puncheur) — специализация велогонщиков в шоссейном велоспорте, представители которой специализируются на преодолении рельефа с короткими, но крутыми подъёмами.

## Детали
Панчеры, как правило, относительно хорошо построены физически, с более широкими плечами и большими ногами, чем у среднестатистического профессионального велогонщика. Такое телосложение позволяет им успешно уходить от пелотона путем резкого ускорения, чаще всего, с помощью товарищей по команде.
Наиболее подходящими гонками для данной специализации гонщиков являются классические однодневки без брусчаточных секций. Они характеризуются наличием коротких подъёмов длиной от нескольких сотен метров до двух-трех километров и с максимальным градиентом 10-25 %, например, таких как Мюр де Юи на Флеш Валонь или Мадонна дель Гизалло на Джиро ди Ломбардия. Однако, на гонках, где подъёмы более длинные (5-20 км.), панчеры намного менее эффективны и в большинстве случаев значительно уступают горнякам, даже несмотря на гораздо меньшие максимальные и средние градиенты. Поэтому на многодневных гонках, где преобладают длинные подъёмы, таких велогонщиков используют в качестве грегари для лидеров команд, их отправляют в отрывы или атаки с целью вынуждения соперников их закрывать и таким образом расходовать энергию. Тем не менее, на этапах многодневок с финишем в короткий подъём, панчеры побеждают довольно часто.
Некоторые панчеры в прошлом занимались маунтинбайком, где также много коротких, но крутых подъёмов.

## Известные панчеры
| - Жюлиан Алафилипп - Саймон Герранс - Филипп Жильбер | - Дэниэл Мартин - Диего Улисси - Бен Херманс |